# Brasil en la Copa América 2015
La selección de Brasil fue uno de los 12 equipos participantes en la Copa América 2015, torneo que se organizó en Chile entre el 11 de junio y el 4 de julio de 2015.
El sorteo de la Copa América, realizado el 24 de noviembre en Viña del Mar, determinó que Brasil dispute sus partidos en el grupo B junto a Colombia, Perú —contra quien debutó—, y Venezuela.

## Preparación
Con motivo de su preparación, la selección de Brasil disputó diez encuentros de cara a la Copa América 2015.

### Partidos amistosos
| Fecha                   | Ciudad/País                  |         |                    | Resultado |                      |           |
| ----------------------- | ---------------------------- | ------- | ------------------ | --------- | -------------------- | --------- |
| 5 de septiembre de 2014 | Miami, Estados Unidos        | Brasil  | Bandera de Brasil  | 1:0 (0:0) | Bandera de Colombia  | Colombia  |
| 9 de septiembre de 2014 | Nueva Jersey, Estados Unidos | Brasil  | Bandera de Brasil  | 1:0 (1:0) | Bandera de Ecuador   | Ecuador   |
| 11 de octubre de 2014   | Beijing, China               | Brasil  | Bandera de Brasil  | 2:0 (1:0) | Bandera de Argentina | Argentina |
| 14 de octubre de 2014   | Singapur                     | Japón   | Bandera de Japón   | 0:4 (0:1) | Bandera de Brasil    | Brasil    |
| 12 de noviembre de 2014 | Estambul, Turquía            | Turquía | Bandera de Turquía | 0:4 (0:3) | Bandera de Brasil    | Brasil    |
| 18 de noviembre de 2014 | Viena, Austria               | Austria | Bandera de Austria | 1:2 (0:0) | Bandera de Brasil    | Brasil    |
| 26 de marzo de 2015     | París, Francia               | Francia | Bandera de Francia | 1:3 (1:1) | Bandera de Brasil    | Brasil    |
| 29 de marzo de 2015     | Londres, Inglaterra          | Brasil  | Bandera de Brasil  | 1:0 (0:0) | Bandera de Chile     | Chile     |
| 7 de junio de 2015      | São Paulo, Brasil            | Brasil  | Bandera de Brasil  | 2:0 (2:0) | Bandera de México    | México    |
| 10 de junio de 2015     | Porto Alegre, Brasil         | Brasil  | Bandera de Brasil  | 1:0 (1:0) | Bandera de Honduras  | Honduras  |

### Estadísticas de jugadores
| Jugador           | Goles | Asistencias | PJ |
| ----------------- | ----- | ----------- | -- |
| Neymar            | 8     | 2           | 10 |
| Roberto Firmino   | 3     | 1           | 6  |
| Diego Tardelli    | 3     | 1           | 5  |
| Willian           | 2     | 3           | 10 |
| David Luiz        | 1     | 1           | 6  |
| Oscar             | 1     | 1           | 7  |
| Luiz Gustavo      | 1     | 0           | 7  |
| Philippe Coutinho | 1     | 1           | 7  |
| Filipe Luís       | 0     | 3           | 10 |
| Danilo            | 0     | 1           | 8  |
| Elias             | 0     | 1           | 8  |
| Fernandinho       | 0     | 1           | 8  |
| Kaká              | 0     | 1           | 2  |

## Jugadores
Estos fueron los futbolistas brasileños convocados para disputar la Copa América 2015.

## Participación

### Partidos
| Fecha       | Lugar      | Instancia        |        |                   | Resultado          |                      |           |
| ----------- | ---------- | ---------------- | ------ | ----------------- | ------------------ | -------------------- | --------- |
| 14 de junio | Temuco     | Fase de grupos   | Brasil | Bandera de Brasil | 2:1 (1:1)          | Bandera de Perú      | Perú      |
| 17 de junio | Santiago   | Fase de grupos   | Brasil | Bandera de Brasil | 0:1 (0:1)          | Bandera de Colombia  | Colombia  |
| 21 de junio | Santiago   | Fase de grupos   | Brasil | Bandera de Brasil | 2:1 (1:0)          | Bandera de Venezuela | Venezuela |
| 27 de junio | Concepción | Cuartos de final | Brasil | Bandera de Brasil | 1:1 (1:0) (3:4 p.) | Bandera de Paraguay  | Paraguay  |

### Grupo C
| Selección | Pts. | PJ | PG | PE | PP | GF | GC | Dif |
| --------- | ---- | -- | -- | -- | -- | -- | -- | --- |
| Brasil    | 6    | 3  | 2  | 0  | 1  | 4  | 3  | 1   |
| Perú      | 4    | 3  | 1  | 1  | 1  | 2  | 2  | 0   |
| Colombia  | 4    | 3  | 1  | 1  | 1  | 1  | 1  | 0   |
| Venezuela | 3    | 3  | 1  | 0  | 2  | 2  | 3  | -1  |

| 14 de junio de 2015, 18:30            | Brasil                  | 2:1 (1:1) | Perú     | Estadio Germán Becker, Temuco                              |                                                            |
|                                       | Neymar 4' · Costa 90+1' | Reporte   | Cueva 2' | Asistencia: 16 342 espectadores Árbitro(s): Roberto García | Asistencia: 16 342 espectadores Árbitro(s): Roberto García |
| Vídeo resumen oficial: Brasil vs Perú |                         |           |          |                                                            |                                                            |

| 17 de junio de 2015, 21:00                | Brasil | 0:1 (0:1) | Colombia    | Estadio Monumental, Santiago                              |                                                           |
|                                           |        | Reporte   | Murillo 36' | Asistencia: 44 008 espectadores Árbitro(s): Enrique Osses | Asistencia: 44 008 espectadores Árbitro(s): Enrique Osses |
| Vídeo resumen oficial: Brasil vs Colombia |        |           |             |                                                           |                                                           |

| 21 de junio de 2015, 18:30                 | Brasil                 | 2:1 (1:0) | Venezuela | Estadio Monumental, Santiago                                |                                                             |
|                                            | Silva 8' · Firmino 51' | Reporte   | Miku 84'  | Asistencia: 33 284 espectadores Árbitro(s): Enrique Cáceres | Asistencia: 33 284 espectadores Árbitro(s): Enrique Cáceres |
| Vídeo resumen oficial: Brasil vs Venezuela |                        |           |           |                                                             |                                                             |

### Cuartos de final
| 27 de junio de 2015, 18:30                | Brasil                                               | 1:1 (1:0) (3:4 p.)         | Paraguay                                                  | Estadio Ester Roa Rebolledo, Concepción                  |                                                          |
|                                           | Robinho 15'                                          | Reporte                    | González 71' (pen.)                                       | Asistencia: 29 276 espectadores Árbitro(s): Andrés Cunha | Asistencia: 29 276 espectadores Árbitro(s): Andrés Cunha |
|                                           |                                                      | Tiros desde el punto penal |                                                           |                                                          |                                                          |
|                                           | Fernandinho · Ribeiro · Miranda · Douglas · Coutinho |                            | Martínez · V. Cáceres · Bobadilla · Santa Cruz · González |                                                          |                                                          |
| Vídeo resumen oficial: Brasil vs Paraguay |                                                      |                            |                                                           |                                                          |                                                          |

## Estadísticas

### Generales
| Pos. | Selección | Gr. | Pts. | PJ | PG | PE | PP | GF | GC | Dif | Rend.  |
| ---- | --------- | --- | ---- | -- | -- | -- | -- | -- | -- | --- | ------ |
| 5    | Brasil    | C   | 7    | 4  | 2  | 1  | 1  | 5  | 4  | +1  | 58.33% |

### Goles y asistencias
| Jugador         | Goles | Asistencias | PJ |
| --------------- | ----- | ----------- | -- |
| Neymar          | 1     | 1           | 2  |
| Robinho         | 1     | 1           | 2  |
| Douglas Costa   | 1     | 0           | 3  |
| Thiago Silva    | 1     | 0           | 3  |
| Roberto Firmino | 1     | 0           | 4  |
| Dani Alves      | 0     | 2           | 4  |
| Willian         | 0     | 1           | 4  |